# Robert de Ferrers, 6. Earl of Derby
Robert de Ferrers, 6.  Earl of Derby (* um 1239; † um 27. April 1279) war ein englischer Magnat und Rebell. Während des Zweiten Kriegs der Barone agierte Ferrers, einer der reichsten englischen Adligen, politisch ungeschickt und sogar töricht. Dabei verfolgte er offensichtlich weniger politische Ziele als vielmehr nur seine eigenen Interessen. Ohne Verbündete wurde er schließlich ein Opfer der Königsfamilie, die er sich zu Feinden gemacht hatte. Gegen deren Interessen blieb Ferrers auch juristisch erfolglos, so dass er in seinem kurzen Leben fast den gesamten riesigen Familienbesitz verlor. Seine Besitzungen fielen großteils an den jüngeren Königssohn Edmund und bildeten die Grundlage für das spätere Duchy of Lancaster.

## Herkunft und Verheiratung
Robert de Ferrers war der älteste Sohn von William de Ferrers, 5. Earl of Derby und von dessen Frau Margaret de Quincy. Sein Vater, der in den 1230er Jahren in hoher Gunst des Königs stand, war schwer an Gicht erkrankt und spielte deshalb in den 1240er Jahren keine größere politische Rolle mehr. Als Zeichen seiner Gunst erlaubte König Heinrich III., dass der junge Robert im Alter von etwa zehn Jahren 1249 in Westminster mit der siebenjährigen Marie, einer Tochter des französischen Grafen Hugo XI. von Lusignan, des ältesten Halbbruders des Königs, verheiratet wurde. Vor 1254 wurde Ferrers, obwohl noch minderjährig, zum Ritter geschlagen.

## Erbe der Familie Ferrers
Nach dem Tod seines Vaters 1254 wurde Ferrers zum Erben eines umfangreichen Besitzes und des Titels Earl of Derby. Der König übergab die Verwaltung und die Einkünfte aus dem Besitz bis zu Ferrers Volljährigkeit an seinen ältesten Sohn Eduard, der 1257 die Rechte zur Verwaltung der Besitzungen für 6000 Mark an seine Mutter Königin Eleonore und deren Onkel Peter von Savoyen verkaufte. Ferrers erhielt dagegen vom König bis zu seiner Volljährigkeit nur £ 100 jährlich. Erst als er 1260 volljährig wurde, durfte er die Verwaltung des Großteils seiner Besitzungen übernehmen und erhielt den Titel Earl of Derby. Dennoch blieb ein Teil seiner Güter weiterhin unter der Verwaltung des Thronfolgers Eduard.
Derby übernahm nun einen gewaltigen Besitz. Von seinen Vorfahren von der Familie Ferrers übernahm er einen geschlossenen Besitz, der weite Teile des nördlichen Staffordshire, des südlichen Derbyshire und des westlichen Nottinghamshire mit dem Mittelpunkt Tutbury Castle umfasste. Sein Großvater, der 4. Earl of Derby, war über seine Frau zum Erben von Teilen der Besitzungen des letzten Earls of Chester geworden. Nach dessen Tod 1232 erbte er unter anderem Chartley Castle in Staffordshire sowie umfangreiche Ländereien in Lancashire. Dazu besaß Robert de Ferrers noch weitere Güter in anderen englischen Counties. Aus all diesen Besitzungen, aus denen sein Vater jährliche Einkünfte von etwa £ 1500 gehabt hatte, musste er jedoch ein Drittel, darunter Chartley Castle, seiner Mutter als Wittum zugestehen, die erst 1281 starb. Dazu musste Derby noch seinen jüngeren Bruder William versorgen, und auch seiner Frau Marie standen nach dem Heiratsvertrag zwei Güter zu. Weiterhin erbte er von seinem Vater Schulden in Höhe von £ 800, weshalb er sich auf Druck des Schatzamts 1262 von jüdischen Geldverleihern Gelder leihen musste. Obwohl er von seinem Erbe her eigentlich zu den reichsten Magnaten Englands gehörte, waren Derbys finanzielle Möglichkeiten deshalb stark beschränkt. Nach dem Tod seines Schwiegervaters Roger de Quincy, 2. Earl of Winchester, der 1264 ohne männliche Nachkommen gestorben war, hatte er Anspruch auf einen Teil von dessen Ländereien.

## Verwicklung in den Krieg der Barone

### Anfängliches Desinteresse am Machtkampf zwischen König und Adelsopposition
Angeblich soll Derby schon 1260, kurz nachdem er seine Besitzungen erhalten hatte, die von seinen Vorfahren gegründete Tutbury Priory verwüstet haben. Der genaue Hergang hierfür ist nicht belegt, doch in den nächsten Jahren machte Derby dem Kloster mehrere Stiftungen, was als Wiedergutmachung gedeutet werden kann. In den nächsten Jahren beging er Übergriffe gegen einige seiner Vasallen und beutete die Wälder und Städte aus. Er kümmerte sich offensichtlich stark um die Verwaltung seiner Besitzungen, wobei Tutbury Castle als sein Hauptsitz diente. Politisch spielte er in diesen Jahren dagegen keine Rolle, trotz des Machtkampfs, zu dem zwischen einer Adelsopposition und dem König gekommen war. Dazu trug sicher seine Jugend und Unerfahrenheit bei, vielleicht auch eine Beeinträchtigung durch Gicht, worunter er wie sein Vater litt. Der König betrachtete ihn als einen seiner loyalen Gefolgsleute, doch offensichtlich war er nur selten am Königshof, da er keine Urkunden des Königs bezeugte. Andererseits hielt Derby auch Kontakt zu Simon de Montfort, 6. Earl of Leicester und Richard de Clare, 2. Earl of Gloucester, den Führern der Adelsopposition.

### Fehde mit dem Thronfolger Eduard
Selbst als Montfort im April 1263 zum Führer einer bewaffneten Rebellion gegen den König wurde, näherte sich Derby nur zögerlich den Rebellen an. Im Mai oder Juni soll er drei Burgen besetzt haben, die dem Thronfolger Lord Eduard gehörten, angeblich Grosmont, Skenfrith und White Castle in Südostwales. Im Dezember 1263 gehörte er zum Gefolge Montforts in London. Als der französische König Ludwig IX. im Januar 1264 im Mise of Amiens die Rechtmäßigkeit der Forderungen der Adelsopposition verneinte, kam es in England zum offenen Krieg der Barone gegen den König. Derby übernahm nun in den Welsh Marches eine aktive Rolle im Kampf gegen die Anhänger des Königs. Dabei war sein Hauptantrieb offensichtlich nicht sein Wunsch nach einer Reform der Herrschaft des Königs, sondern sein Hass gegen den Thronfolger Lord Eduard. Die Gründe für diesen Hass sind unbekannt, doch wahrscheinlich lagen die Ursachen in der Verwaltung von Derbys Güter während seiner Minderjährigkeit sowie der Anspruch von Lord Eduard auf das auch von Derby beanspruchte Erbe der Familie Peverel im nördlichen Derbyshire. Schon Derbys Großvater hatte 1222 Peak Castle der Krone übergeben müssen, obwohl er auf die Burg einen Erbanspruch hatte. Heinrich III. hatte die Burg dann 1254 seinem Sohn Eduard übergeben.
Im Februar 1264 eroberte Derby Worcester. Dort plünderte er das jüdische Viertel, wobei zahlreiche Juden ermordet wurden. Die erbeuteten Schuldscheine ließ er, scheinbar als Vergeltungsmaßnahme gegen die jüdischen Geldverleiher, nach Tutbury bringen. Anschließend wandte sich Derby nach Gloucester, das von Lord Eduard belagert wurde. Bevor Derby die Stadt erreichte, übergab Henry de Montfort die Stadt, worauf Lord Eduard nach Oxford zog, um sich mit seinem Vater zu vereinigen. Auf dem Weg dahin ließ er das Gut von Stanford, eines von Derbys Besitzungen in Berkshire, plündern. Im März 1264 ließ Lord Eduard Derbys Besitzungen in Staffordshire angreifen. Seine Truppen eroberten Chartley Castle, und nachdem er im April Northampton erobert hatte, wandte er sich direkt gegen seinen Gegner. Er eroberte Tutbury und erzwang daraufhin Geldzahlungen von Derbys Vasallen. In London wartete derweil Simon de Montfort auf die Ankunft Derbys, bis er schließlich ohne ihn nach Süden aufbrach und die Armee des Königs im Mai in der Schlacht von Lewes besiegte. In dieser Schlacht geriet Lord Eduard in Gefangenschaft. Derby nutzte diese Chance sofort aus und begann aus Rache Angriffe auf die Besitzungen seines Gegners. Er eroberte Bolsover und Horston Castle in Derbyshire, Tickhill Castle in Yorkshire und unterstützte den Angriff von Baldwin Wake auf das königliche Fotheringhay Castle in Northamptonshire. Ende Juni oder Anfang Juli 1264 eroberte er schließlich Peak Castle, das eine der wichtigsten Burgen von Lord Eduard war. Im Herbst 1264 besetzte er vermutlich Chester, das ebenfalls Eduard gehörte. Dabei war er offenbar fest entschlossen, diese Besitzungen für sich selbst zu behalten, anstatt sie der Regierung der Barone unter Montfort zu übergeben.

### Inhaftierung durch die Regierung der Barone
Nachdem die Gefahr einer Invasion aus Frankreich in Südengland zunächst gebannt war, forderte Montfort offen von Derby, die von Lord Eduard eroberten Burgen der Regierung zu übergeben. Im Dezember 1264 wurde Derby zu dem Parlament geladen, dass Mitte Januar 1265 stattfinden sollte. Obwohl er bereits mit Montfort über die Übergabe von Peak Castle zerstritten war, reiste Derby nach London. Dort ließ ihn Montfort im Februar 1265 festnehmen und im Tower inhaftieren. Dies war vielleicht eine Geste Montforts gegenüber dem in seiner Gewalt befindenden König, und öffentlich wurde die Festnahme damit begründet, dass Derby den nach der Schlacht von Lewes vereinbarten Waffenstillstand gebrochen hätte und zahlreiche Gewalttaten begangen hätte. Tatsächlich plante Montfort nun, die Besitzungen von Derby, der aufgrund seiner Gewalttätigkeit und seiner Selbstsucht unter den Baronen kaum Freunde hatte, selbst zu behalten oder seinem ältesten Sohn Henry de Montfort zu übergeben. Montfort kam jedoch nicht mehr dazu, seine Pläne umzusetzen. Sowohl die Vasallen von Derby wie auch von Lord Eduard wehrten sich gegen die Vertreter Montforts, die die Besitzungen besetzen wollten. Im Frühjahr 1265 brach der Konflikt zwischen der Regierung der Barone unter Montfort und den Anhängern des Königs wieder offen aus. In der entscheidenden Schlacht von Evesham im August 1265 wurde Montfort getötet.

### Aussöhnung mit dem König und erneute Rebellion
Nach dem Sieg der Anhänger des Königs bei Evesham wurde Derby freigelassen. Er bot dem König eine Strafzahlung von 1500 Mark im Gegenzug für seine Begnadigung an. Dazu wünschte er sich die Vermittlung des Königs im Streit mit Lord Eduard, vor allem verlangte er die Übergabe seines noch immer zurückgehaltenen Erbteils. Überraschenderweise nahm der König dieses Angebot an. Damit erfuhr Derby eine völlig andere Behandlung als fast alle anderen Rebellen, deren Enteignung der König zu diesem Zeitpunkt bereits beschlossen hatte. Der Grund hierfür war wohl der vorige Widerstand von Derbys Vasallen gegen Montfort, der dessen Pläne durchkreuzt hatte, dazu benötigte der König sowohl das Geld wie auch die Unterstützung Derbys in den nördlichen Midlands.
Obwohl sich Derby damit mit dem König ausgesöhnt hatte, schloss sich Derby im Frühjahr 1266 dem Kampf einer Gruppe der verbliebenen Rebellen, den sogenannten Enterbten an, die Chesterfield in Derbyshire als Stützpunkt hatte. Zu diesen Enterbten gehörten Derbys früherer Verbündeter Baldwin Wake sowie John de Deyville. Nachdem er schon Anfang 1265 Montfort in die Falle gegangen war, bewies Derby mit dieser Aktion seine offensichtliche politische Unfähigkeit. Die Gründe, warum er sich in dem schon entschiedenen Bürgerkrieg auf die Seite der Unterlegenen schlug, sind unklar. Derby hatte zwar wohl aufgrund seiner unbeständigen Haltung einen Teil seiner Ländereien wie Chartley verloren, doch im Gegensatz zu anderen Rebellen, die ihren gesamten Besitz verloren hatten, hatte er den Krieg der Barone fast unbeschadet überstanden. Schon am 15. Mai 1266 wurden Derby und die Rebellen in der Schlacht von Chesterfield von königlichen Truppen vernichtend geschlagen. Der durch Gicht beeinträchtigte Derby geriet verwundet in Gefangenschaft und wurde nach Windsor Castle gebracht.

## Enteignung durch die Königsfamilie
Bis nach dem endgültigen Ende des Kriegs der Barone blieb Derby in Windsor in Gefangenschaft. Schon kurz nach seiner Gefangennahme hatte der König ihn als Rebell enteignet und im Juni und August 1266 Derbys Besitzungen an seinen jüngeren Sohn Edmund als Lehen vergeben. Nach seiner Freilassung hätte Derby entsprechend den Bestimmungen des Dictum of Kenilworth seine Güter zurückerwerben können. Dafür hätte er als wiederholter Rebell die siebenfachen Summe seiner Jahreseinkünfte an den König zahlen müssen. Obwohl es für Derby kaum möglich war, diese Summe aufzubringen, war sich Edmund seines neuen Besitzes nicht sicher. Deshalb wurde Derby nun Opfer einer Intrige, die Edmund mit Hilfe seines Bruders Lord Eduard und anderer Verbündeter ausführte. Am 1. Mai 1269 musste Derby vor dem König und dem Kronrat in Windsor erscheinen. Dort wurde beschlossen, dass er seine Ländereien nur gegen Zahlung der ungeheuren Summe von £ 50.000 an Edmund zurückerhalten solle. Sollte Derby diese Summe nicht bis zum 9. Juli aufbringen können, sollte sie durch Abgaben aus seinen Ländereien beglichen werden. Am selben Tag wurde Derby jedoch nach Cippenham in Buckinghamshire auf ein Gut von Richard von Cornwall, dem Bruder des Königs gebracht. Dort musste er, wie er später aussagte, unter Zwang und in Anwesenheit des Kanzlers John of Chishall als Sicherheit für die Zahlung der £ 50.000 seine Ländereien an elf Treuhänder übergeben, die allesamt Parteigänger des Thronfolgers waren. Anschließend wurde er nach Wallingford Castle gebracht, das ebenfalls Richard von Cornwall gehörte. Erst Ende Mai wurde er freigelassen. Als er erwartungsgemäß am 9. Juli das Geld nicht aufgebracht hatte, übergaben die Treuhänder die Ländereien an Edmund, womit Derby seinen Titel und seine Besitzungen verloren hatte.

## Versuche zur Rückgewinnung der Ländereien
Ferrers lebte nach dem Verlust seines Besitzes zunächst auf den Ländereien seiner Mutter in Northamptonshire. Bis zu seinem Tod versuchte er, seine Besitzungen zurückzuerhalten. Der König und der Kronrat bestätigten jedoch die Besitzübertrag von Derbys Ländereien an Edmund, und als Eduard und Edmund 1270 zum Kreuzzug aufbrachen, standen sie und ihr Besitz als Kreuzfahrer unter dem Schutz der Kirche. Ende 1272 starb Heinrich III., und Eduard folgte ihm als König. Kurz nach der Rückkehr von Edmund vom Kreuzzug 1273 besetzte Ferrers eigenmächtig Chartley Castle, von wo er jedoch von Edmund rasch wieder vertrieben wurde. Er wandte sich nun an Gilbert de Clare, den mächtigen Earl of Gloucester um Hilfe. Im Mai 1273 versprach er diesem wesentliche Teile von seinen Besitzungen in Lancashire, wenn Gloucester ihm zur Rückerlangung der anderen Güter verhalf. Durch Proteste im Kronrat erreichte Gloucester nur, dass Chartley nicht direkt an Edmund, sondern an den König, seinen Bruder fiel. Ferrers ging nun juristisch geschickt vor, und tatsächlich begann im Oktober 1274, kurz nach der Rückkehr von König Eduard nach England, eine Voruntersuchung, ob Ferrers gemäß den Bestimmungen des Dictum of Kenilworth seine Besitzungen zurückerwerben könne. Ferrers erklärte, dass er den siebenfachen Betrag der Jahreseinkünfte aufbringen wollte, doch Edmund ihm dies verweigert hätte. Edmund verwies im Gegenzug auf die Abmachung von Cippenham, die Ferrers nicht eingehalten hätte. Ferrers wandte ein, dass er diese Abmachung unter Zwang und in Gefangenschaft  zustimmen musste. Edmund verwies daraufhin auf die Anwesenheit des Kanzlers, wonach die Abmachung legal geschlossen worden sei. Daraufhin wurde das Verfahren abgebrochen. Eine kleine Wiedergutmachung erfuhr Ferrers 1275, als er das Gut von Chartley zurückerhielt, wobei jedoch Chartley Castle im Besitz von Edmund blieb. Dieses Gut, aus dem er jährliche Einkünfte von lediglich £ 55 hatte, war der einzige Teil seiner einstigen Ländereien, den er bei seinem Tod noch besaß. Vor seinem Tod machte er dem Augustinerpriorat von St Thomas bei Chartley in Staffordshire noch Stiftungen, wodurch dieses anstatt von Tutbury Priory die neue Familienstiftung der Familie Ferrers wurde. Dort wurde er vermutlich auch begraben.

## Familie und Nachkommen
Ferrers erste Ehe mit Marie de Lusignan war kinderlos geblieben. Nachdem Marie zwischen 1266 und 1269 gestorben war, heiratete Ferrers am 26. Juni 1269, einen Monat nach seiner Freilassung, Eleanor de Bohun († 1314), eine Tochter des im Krieg der Barone gestorbenen Humphrey V. de Bohun. Mit ihr hatte er mehrere Kinder, darunter:
- John de Ferrers, 1. Baron Ferrers of Chartley (1271–1312)
- Thomas de Ferrers (* vor 1274)
- Eleanor ⚭ Robert Fitzwalter, 1. Baron Fitzwalter

Seine Witwe Eleanor beanspruchte gegen Earl Edmund ein Wittum aus den ehemaligen Ländereien ihres Mannes. Edmund gewährte ihr schließlich das Gut von Godmanchester in Huntingdonshire.